# Aus der Tiefen rufe ich, Herr, zu dir, BWV 131

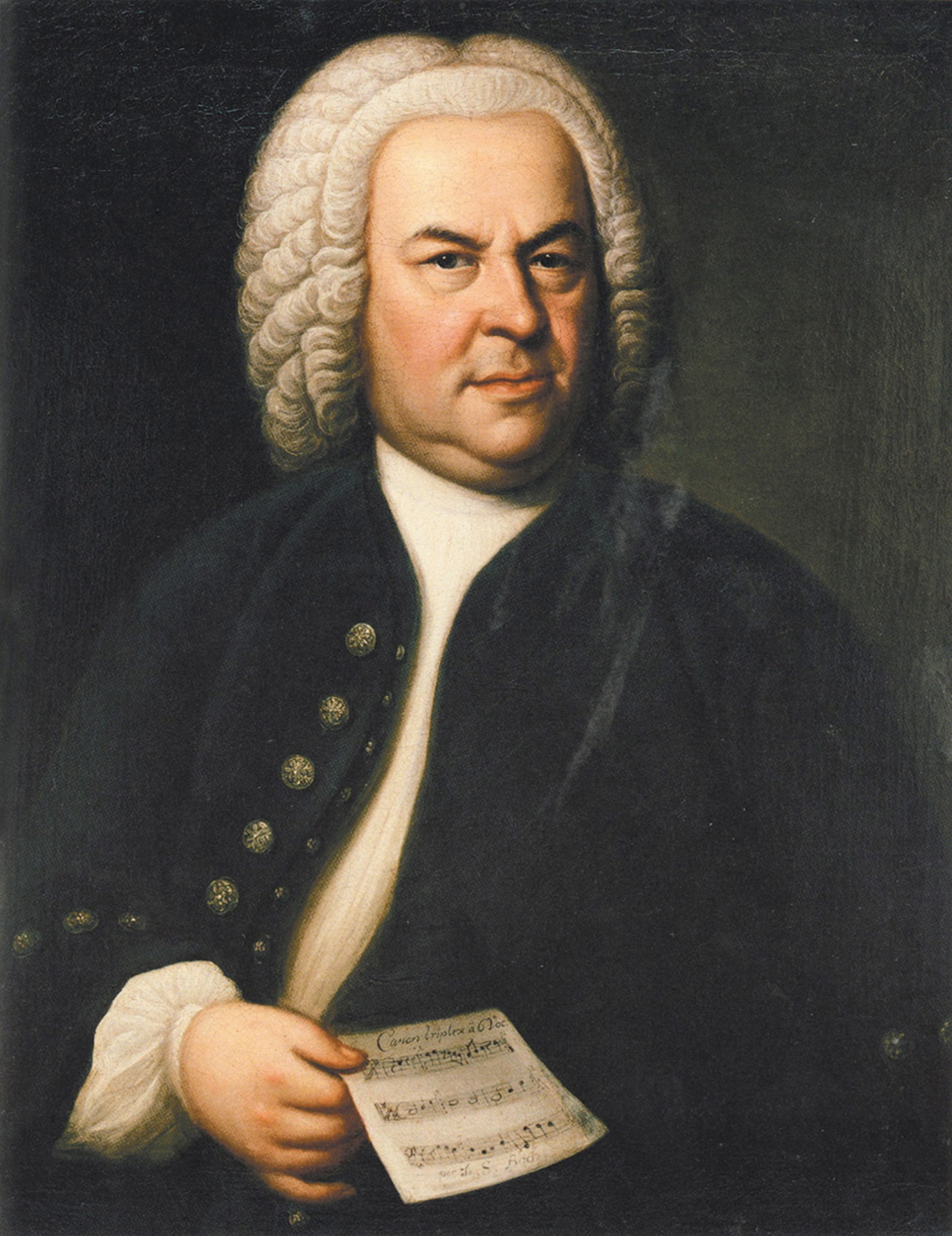
Johann Sebastian Bach, compositor de la cantata.

Aus der Tiefen rufe ich, Herr, zu dir (Desde las profundidades te llamo, Señor, a ti), BWV 131, es una cantata de iglesia del compositor alemán Johann Sebastian Bach. Fue compuesta en 1707 o 1708, lo que la convierte en una de sus primeras cantatas. Algunas fuentes sugieren que podría ser la primera de las que se conservan, pero el pensamiento actual es que hay una o dos anteriores.
La cantata fue encargada por el ministro de una de las iglesias de Mühlhausen, la ciudad donde trabajaba Bach en ese momento. Posiblemente fue escrita para una ocasión especial. El texto se basa en la versión alemana de Martín Lutero del Salmo 130 y también incorpora las palabras de una coral. La música de Bach integra melodías de la coral en estructuras más grandes. El compositor también muestra su interés por el contrapunto, algo que lo caracterizó a lo largo de su carrera.

## Historia
Una nota en la partitura autógrafa de la cantata indica que la obra fue encargada por Georg Christian Eilmar, ministro de la Marienkirche (iglesia de Santa María) en Mühlhausen. Esto permite fechar la obra entre 1707 y 1708, que es el período en el que Bach vivió en la ciudad. Fue empleado como organista en la otra iglesia principal de la ciudad, Divi Blasii. También estuvo involucrado hasta cierto punto con actuaciones en la Marienkirche, donde se llevaban a cabo ceremonias cívicas. Un servicio allí al que habría asistido Bach fue el de la inauguración del ayuntamiento en 1708 durante el cual su cantata Gott ist mein König, BWV 71 tuvo su estreno. Es posible que hubiera tenido una relación personal más cercana con Eilmar que con el ministro de su propia iglesia. Eilmar fue padrino de su hija Catharina Dorothea (nacida en 1708).
Aus der Tiefen rufe ich, Herr, zu dir ha sido descrita como posiblemente la primera cantata sobreviviente de Bach. Para que sea la primera, se debe suponer no sólo que es anterior a otras cantatas escritas en Mühlhausen (sabemos que escribió al menos otra allí), sino también que no hay una cantata sobreviviente de su puesto anterior en Arnstadt. Parece probable que Bach estuviera componiendo música coral en Arnstadt. Aunque Bach sólo tenía 22 años cuando asumió el cargo en Mühlhausen, la interpretación de una obra de su propia composición parece que fue parte del proceso de selección. Estudios recientes sugieren que otra cantata sobreviviente Nach dir, Herr, verlanget mich, BWV 150 podría haber sido compuesta en Arnstadt.
En su Bach Cantata Pilgrimage, John Eliot Gardiner interpretó y grabó la obra con cantatas para el quinto domingo después de Trinidad, pero no se sabe con certeza cuándo la interpretó Bach en el año litúrgico y se ha especulado que fue escrita para una ocasión especial.

## Texto
El libreto está basado en el Salmo 130, uno de los salmos penitenciales. El íncipit del salmo, «Aus der Tiefen rufe ich, Herr, zu dir», da nombre a la cantata. Originalmente un texto hebreo, el íncipit tiene variantes en la traducción. Si bien el Salmos 130:1-6 se traduce como «De las profundidades ...» en la versión inglesa de la Biblia del rey Jacobo, una traducción más cercana del texto alemán utilizado por Bach sería «profundo» en lugar de «profundidades». El libretista anónimo, posiblemente Eilmar, incluye en dos de los movimientos versos de «Herr Jesu Christ, du höchstes Gut», de Bartholomäus Ringwaldt. El himno también es penitencial. Bach lo usó más tarde como base para la cantata Herr Jesu Christ, du höchstes Gut, BWV 113, donde las palabras forman una contrapartida a la oración del recaudador de impuestos en la parábola del fariseo y el publicano, la lectura del Evangelio para el undécimo domingo después de Trinidad.

## Estructura y partitura
Bach estructuró la cantata en cinco movimientos, tres movimientos corales intercalados por un arioso y un aria. En ambos movimientos solistas, una estancia coral cantada simultáneamente por la soprano intensifica el texto del salmo. La compuso para dos solistas (tenor y bajo), un coro de cuatro partes y un pequeño conjunto instrumental barroco de oboe (Ob), fagot (Fg), violín (Vl), dos violas (Va) y bajo continuo.
En la siguiente tabla de movimientos, la partitura sigue la Neue Bach-Ausgabe. Las tonalidades y tiempos se toman de Alfred Dürr, utilizando el símbolo  para el compás de tiempo común (4/4). No se muestra el bajo continuo, ya que toca durante toda la obra.
| N.º | Título                                                 | Texto                    | Tipo           | Vocal | Vientos | Cuerdas | Tonalidad           | Tiempo            |
| --- | ------------------------------------------------------ | ------------------------ | -------------- | ----- | ------- | ------- | ------------------- | ----------------- |
| 1   | Aus der Tiefen rufe ich, Herr, zu dir                  | Salmos 130:1-2           | Coro           | SATB  | Ob Fg   | Vl 2Va  | sol menor           | 3 4 /             |
| 2   | So du willst, Herr, Sünde zurechnen                    | Salmos 130:3-4 Ringwaldt | Arioso y coral | B S   | Ob      |         | sol menor           | cuatro por cuatro |
| 3   | Ich harre des Herrn, meine Seele harret                | Salmos 130:5             | Coro           | SATB  | Ob Fg   | Vl 2Va  | mi♭ mayor sol menor | cuatro por cuatro |
| 4   | Meine Seele wartet auf den Herrn von einer Morgenwache | Salmos 130:6 Ringwaldt   | Aria y coral   | T A   |         |         | do menor            | 12 8              |
| 5   | Israel hoffe auf den Herrn; denn bei dem Herrn         | Salmos 130:7-8           | Coro           | SATB  | Ob Fg   | Vl 2Va  | sol menor           | cuatro por cuatro |

### Cantantes
Bach compuso la obra para tenor y bajo solistas y un coro de cuatro partes. El compositor da a sus solistas un arioso y un aria. Como en otras cantatas antiguas, no hay recitativos.
Bach no dio una indicación directa de cuántos cantantes preveía en el coro. La cantata se puede interpretar con sólo cuatro cantantes, como en la grabación de Joshua Rifkin, quien es bien conocido en el mundo de la interpretación de Bach por su enfoque de «una voz por parte». Sin embargo, la mayoría de las grabaciones cuentan con un coro con múltiples voces en una parte. Otra elección que se debe hacer es si utilizar mujeres cantantes: los cantantes originales de Bach probablemente eran todos hombres. La mayoría de las grabaciones de la cantata, sin embargo, cuentan con coros mixtos: una excepción es la versión dirigida por Nikolaus Harnoncourt, que despliega voces de niños como las líneas superiores del coro.

### Instrumentos
Los cantantes van acompañados de un grupo instrumental formado por oboe, fagot, violín, dos violas y bajo continuo. Como en el caso de los cantantes, surge la duda de si Bach utilizó uno o más intérpretes por parte. El oboe y el violín reciben algunos solos importantes, lo que sugiere que bien pudo haber habido sólo uno de cada uno. Ton Koopman, por ejemplo, utiliza un oboísta y un violinista en su grabación. El papel de las violas es más de acompañamiento, completando armonías y, a veces, doblando líneas vocales. El fagot a veces apoya la sección de continuo, duplicando su línea de bajo y, a veces, toca una línea independiente.

### Formas musicales
Bach utilizó algunas formas musicales que reaparecen en cantatas posteriores. Por ejemplo, dos de los movimientos corales tienen una fuga, un estilo de composición en el que destacó el compositor. Además, los dos movimientos para solistas se desarrollan como una especie de fantasía coral, con el solista cantando el texto del salmo y una voz alta cantando la coral en notas largas como un cantus firmus. Craig Smith llamó a la configuración de la coral «una ventana al futuro». Sin embargo, criticó la estructura de la cantata, diciendo que ofrece evidencia de que en esta etapa de su carrera el compositor tuvo dificultades con las formas grandes. Por otro lado, el musicólogo Julian Mincham considera que la pieza es diferente de las cantatas posteriores más que inferior a ellas.

## Publicación
La capacidad de Bach como compositor fue reconocida por el ayuntamiento de Mühlhausen, que pagó la impresión de la cantata Gott ist mein König, BWV 71. Es posible que también organizaran la publicación de una cantata posterior ahora perdida. Ninguna de las otras cantatas se publicó en vida del compositor. Aus der Tiefen rufe ich, Herr, zu dir se publicó por primera vez en 1881 como parte de Bach Gesellschaft Ausgabe, la primera edición completa de las obras de Bach. El editor fue Wilhelm Rust, quien editó muchos volúmenes para Bach Gesellschaft. En el momento de la publicación de este volumen, ocupaba el cargo de Thomaskantor en Leipzig.